# دائرة المعارف الإسلامية التركية

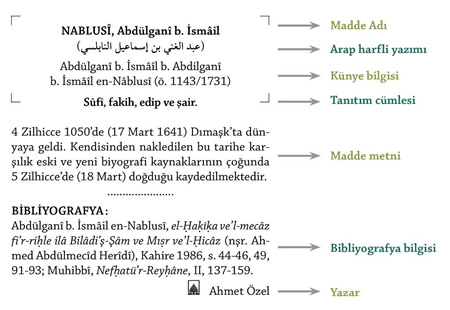
مادة من الموسوعة.

دائرة المعارف الإسلامية التركية أو الموسوعة الإسلامية التركية هي موسوعة إسلامية تركية تنشرها رئاسة الشؤون الدينية التركية والمعروفة باسم ديانت.
ابتدا العمل فيها عام ١٩٨٣ م واكتمل بصدور المجلد الـ ٤٤ سنة ٢٠١٦ م، وتعتبر «من أعظم الانجازات العلمية الموسوعية للمسلمين في العصر الحديث». وهي متوفرة بالكامل عبر موقع إلكتروني.